# Wyżnia Śnieżna Ławka
Wyżnia Śnieżna Ławka (słow. Vyšná snežná lávka, 2297 m) – przełęcz między Śnieżnymi Kopami w głównej grani Tatr Wysokich na obszarze słowackich Tatr. Znajduje się w niej między Pośrednią Śnieżną Kopą (na północnym zachodzie) a Hrubą Śnieżną Kopą (na południowym wschodzie). 
Ku południowemu zachodowi, do Żelaznej Kotliny z przełęczy opada żleb o deniwelacji około 100 m. Jest kruchy i około 30 m powyżej wylotu przegrodzony progiem o wysokości około 20 m. Najwyższa część żlebu przekształca się w wąskie i gładkie zacięcie. Jest w nim zaklinowany duży blok skalny. Na przeciwległą stronę (Dolina Kacza) z przełęczy na Śnieżną Galerię opada rynna. Jej dolna część dochodzi do Żlebu Asnyka.
Najłatwiejsze wejście na Wyżnią Śnieżną Ławkę jest ze Śnieżnej Galerii (droga wspinaczkowa nr 2).

## Drogi wspinaczkowe
1. Grań ze Wschodnich na Zachodnie Żelazne Wrota; maksymalne trudności IV w skali tatrzańskiej, czas przejścia 1 godz.
2. Od północy, ze Śnieżnej Galerii; 0, 5 min
3. Północno-zachodnim żlebem, z Żelaznej Kotliny; II, 30 min, kruszyzna[2].

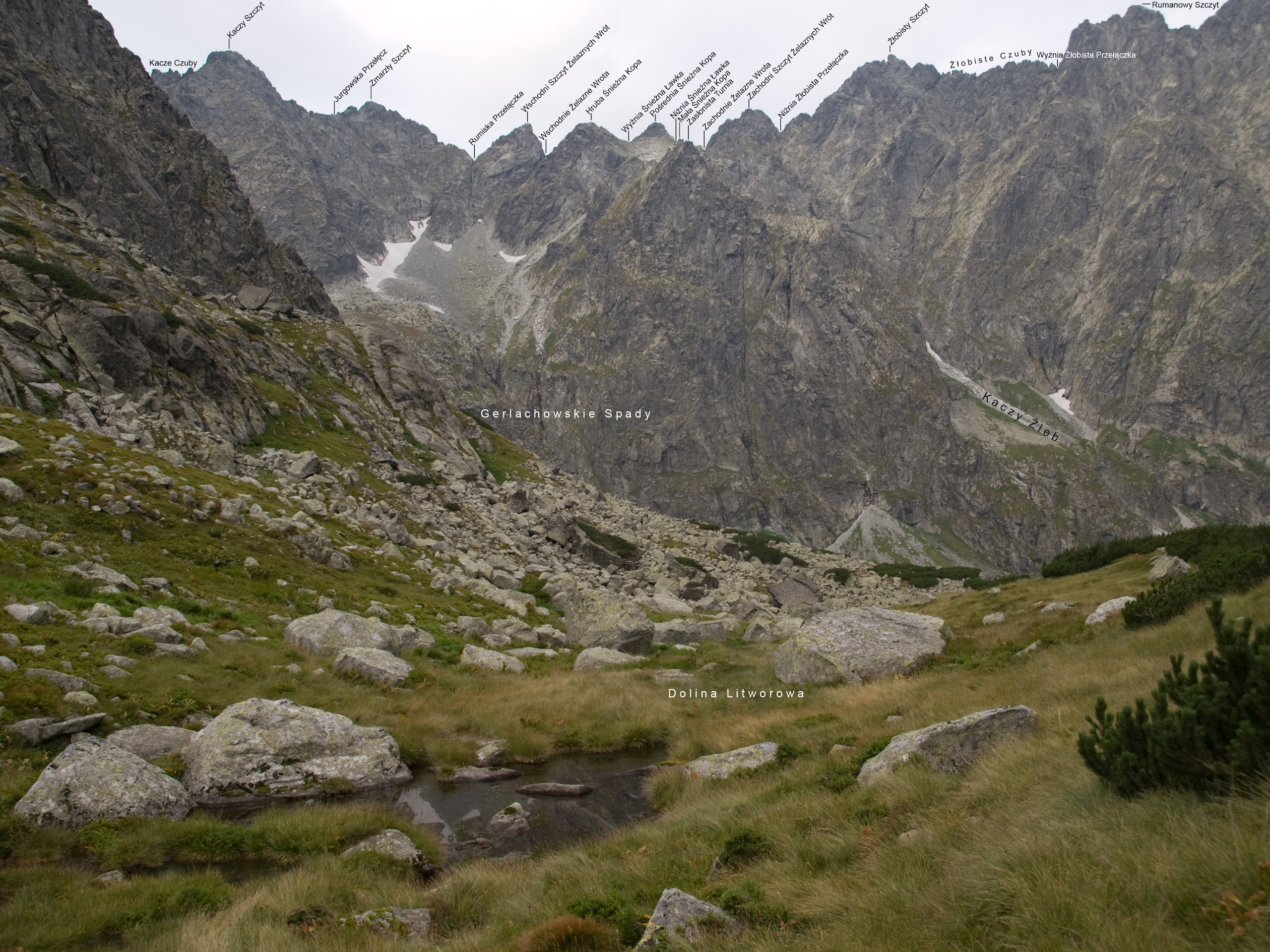
olina Kacza